# Lohowia
Lohowia is een geslacht van neteldieren uit de klasse van de Anthozoa (bloemdieren).

## Soort
- Lohowia koosi Alderslade, 2003